# Erica macrophylla
Erica macrophylla är en ljungväxtart som beskrevs av Johann Friedrich Klotzsch och George Bentham. Erica macrophylla ingår i släktet klockljungssläktet, och familjen ljungväxter. Inga underarter finns listade i Catalogue of Life.